# 1-chloor-4-nitrobenzeen
4-nitrochloorbenzeen is een toxische organische verbinding met als brutoformule C6H4ClNO2. De stof komt voor als lichtgele kristallen met een kenmerkende geur, die onoplosbaar zijn in water. 4-nitrochloorbenzeen is een veelvoorkomend intermediair in de synthese van tal van andere organische benzeenderivaten, waaronder een aantal antioxidanten die voorkomen in rubber.
De IUPAC-naam van de verbinding is 1-chloor-4-nitrobenzeen. De veel gebruikte naam refereert aan de bereidingswijze, uitgaande van chloorbenzeen.

## Synthese
4-nitrochloorbenzeen werd aanvankelijk bereid door aromatische nitrering van 1-broom-4-chloorbenzeen, middels een elektrofiele aromatische substitutie:
De huidige, industriële synthese vertrekt van chloorbenzeen, dat middels wolfraam- en zirkoonkatalysatoren wordt genitreerd met salpeterzuur:

## Toepassingen
4-nitrochloorbenzeen is een intermediair dat gevormd wordt bij de synthese van tal van benzeenderivaten, waaronder 4-chlooraniline, 4-nitrofenol, 4-nitroanisol, 4-nitroaniline, 2,4-dinitrochloorbenzeen en 1,2-dichloor-4-nitrobenzeen. Deze reactie betreffen hoofdzakelijk een nucleofiele substitutie van het chlooratoom.
Een andere toepassing is de condensatiereactie met aniline tot 4-nitrodifenylamine. Een reductieve alkylering van nitrogroep geeft sedundaire arylamines, die kunnen gebruikt worden als antioxidanten voor rubber.

## Toxicologie en veiligheid
4-nitrochloorbenzeen ontleedt bij verhitting, met vorming van giftige gassen (stikstofoxiden, waterstofchloride, fosgeen en dichloor). Het is een sterke oxidator en reageert derhalve hevig met brandbare en reducerende stoffen.
De stof kan effecten hebben op het bloed, met als gevolg de vorming van methemoglobine.